# Geoff Duke
Geoffrey Ernest "Geoff" Duke, född 29 mars 1923 i St Helens, Merseyside, död 1 maj 2015 på Isle of Man, var en brittisk roadracingförare.
Duke var en av roadracingens stora dominanter under 1950-talet. Han blev världsmästare sex gånger, fyra gånger i 500cc och två gånger i 350cc. Han vann även Tourist Trophy på  Isle of Man fem gånger.

## VM-resultat
| År   | Klass | Placering | Märke   | Segrar |
| ---- | ----- | --------- | ------- | ------ |
| 1950 | 350cc | 2         | Norton  | 1      |
| 1950 | 500cc | 2         | Norton  | 3      |
| 1951 | 350cc | 1         | Norton  | 5      |
| 1951 | 500cc | 1         | Norton  | 4      |
| 1952 | 350cc | 1         | Norton  | 4      |
| 1952 | 500cc | 7         | Norton  | 0      |
| 1953 | 500cc | 1         | Gilera  | 4      |
| 1954 | 500cc | 1         | Gilera  | 5      |
| 1955 | 500cc | 1         | Gilera  | 4      |
| 1956 | 500cc | 7         | Gilera  | 1      |
| 1957 | 500cc | 4         | Gilera  | 0      |
| 1958 | 500cc | 3         | Norton  | 1      |
| 1959 | 250cc | 10        | Benelli | 0      |
| 1959 | 350cc | 5         | Norton  | 0      |
| 1959 | 500cc | 4         | Norton  | 1      |